# Teledirigido
Teledirigido es el primer LP de la banda de rock chilena Canal Magdalena, lanzado en 1998. Los integrantes de la banda en este disco eran Cristián Arroyo, Kamal Lues, Gonzalo Herrera, Max Glisser e Ygal Glisser.
El disco abre con el riff de "Generación". De las doce canciones que contiene "Teledirigido", más de la mitad ya había sido estrenada en las presentaciones en vivo de la banda, pero ahora han pasado por la deliciosa capacidad de Melero para usar elementos de ambientación que las dejan, de la manera más fina que pueda existir, flotando en la cabeza para que, tarde o temprano, se hagan composiciones irremplazables. ´Dulce espera´, ´Espuma´, ´Quiero ver el sol´ y una versión suavizada de ´Piernas´, son algunas de las canciones previamente probadas. Cuentan con una estructura dulce y fácilmente radiable.

## Canciones
1. Generación (C. Arroyo)
2. FX (C. Arroyo, G. Herrera, K. Lues)
3. Piernas ( C. Arroyo, K. Lues)
4. Yo soy el ángel (M. Glisser)
5. Espuma (C. Arroyo)
6. Medalla (C. Arroyo)
7. Dulce espera (C. Arroyo)
8. Insensatez (Y. Glisser)
9. Renunciar (Y. Glisser)
10. Quiero ver el sol (M. Glisser)
11. Non plus ultra (Y. Glisser)
12. Otra vez (Y. Glisser)

- Datos: Q6140468